# Colantonio

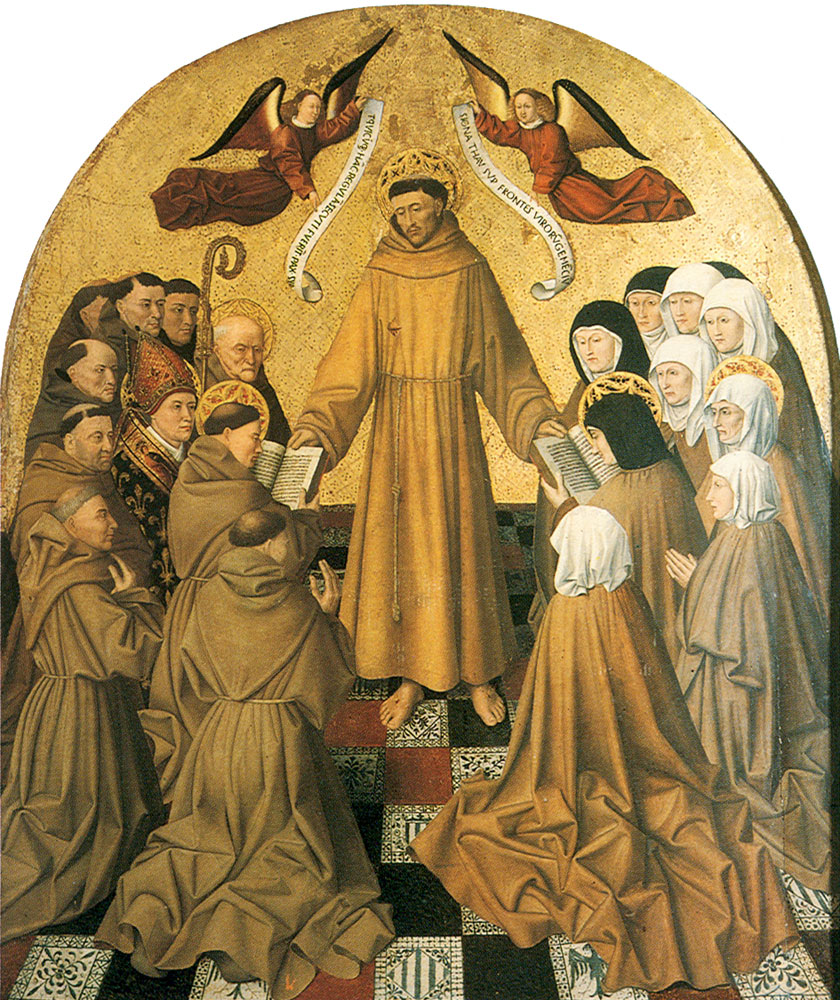
San Francisco entrega la Regla de la orden, óleo sobre tabla, 176 x 150 cm, Nápoles, Museo di Capodimonte.

Niccolò Antonio, llamado Colantonio (h. 1420), fue un pintor napolitano, conocido por ser uno de los maestros de Antonello da Messina según el humanista napolitano Pietro Summonte, que en una carta fechada el 20 de marzo de 1524 informaba del estado en que se encontraba el arte en Nápoles y de las influencias flamencas, señalando a Colantonio como uno de esos maestros cuya técnica flamenca habría sido asimilada por Antonello.

## Biografía
Son muy pocos los detalles de su biografía que se conocen más allá del periodo de su actividad en Nápoles, entre 1440 y 1470 aproximadamente, y lo que dejan ver sus propias obras. Se ha supuesto que pudo formarse con Barthélemy d'Eyck, pintor flamenco de la corte de Renato I de Nápoles. Sus pinturas demuestran la mezcla de influencias provenzales y borgoñonas, propias de la corte de Renato de Anjou, con las catalanas e hispano-flamencas de Alfonso V de Aragón Esos contactos permitieron a Colantonio sintetizar su propio estilo, siendo uno de los primeros artistas en Italia en aprender las técnicas flamencas de la pintura al óleo. 
El documento de la época donde se encuentran más datos biográficos es la carta enviada por Pietro Summonte a Marcantonio Michiel, literato y humanista veneciano. En ella Summonte describe el estilo de Colantonio y su importancia en el panorama artístico napolitano, además de mencionar algunas de sus obras principales. Según Summonte: 

«Desde los romanos no ha habido otro pintor napolitano destacado hasta Colantonio. [...] Fue un pintor tan talentoso que de no haber sido por su muerte prematura hubiese hecho cosas grandiosas. Debido a la época, él no alcanzó la perfección en sus pinturas. Sin embargo, sí fue así en su discípulo Antonello da Messina, quién también es conocido por su gente. De acuerdo a la época, Colantonio tuvo inclinación hacia el estilo y los colores flamencos. Él quiso viajar allí pero el rey Renato I de Nápoles lo retuvo aquí, mostrándole él el estilo y los métodos del color.»

Y sobre su estilo, en gran parte influenciado por la pintura flamenca, afirmaba:

«Podía copiar con gran habilidad todo lo que quería y copió trabajos de Flandes, que eran los que estaban de moda en ese periodo. También de Flandes vino el retrato pintado de Carlos de Borgoña. Colantonio se las arregló para que el comerciante se lo prestara e hizo una copia que era imposible de distinguir del original. Entonces le dio su cuadro en lugar del original y el comerciante ni se percató hasta que Colantonio le reveló la verdad.»

Su obra más conocida son los dos paneles conservados del desmembrado retablo que pintó entre 1444 y 1446, por encargo de Alfonso V de Aragón, para la iglesia del convento franciscano de San Lorenzo Maggiore: San Jerónimo en su estudio y San Francisco de Asís entregando la Regla, actualmente en el Museo di Capodimonte. El flamenquismo es visible en el amor a los detalles que se advierte en el estudio de san Jerónimo, con el tratamiento casi de naturaleza muerta, pero también en el enlosado del San Francisco y en la fuerte caracterización de sus rostros. Tras estas pintó un Descendimiento para la iglesia de San Domenico Maggiore y el políptico de San Vicente Ferrer (1460) para la San Pietro Martire.

Una pequeña Crucifixión del Museo Thyssen-Bornemisza, que en el pasado le estuvo atribuida por Roberto Longhi, se atribuye actualmente en el museo a un maestro anónimo valenciano relacionado con el quehacer de Rodrigo de Osona.